# Grand Prix automobile des Pays-Bas 1983
Résultats du Grand Prix des Pays-Bas de Formule 1 1983 qui a eu lieu sur le circuit de Zandvoort le 28 août 1983.

## Classement

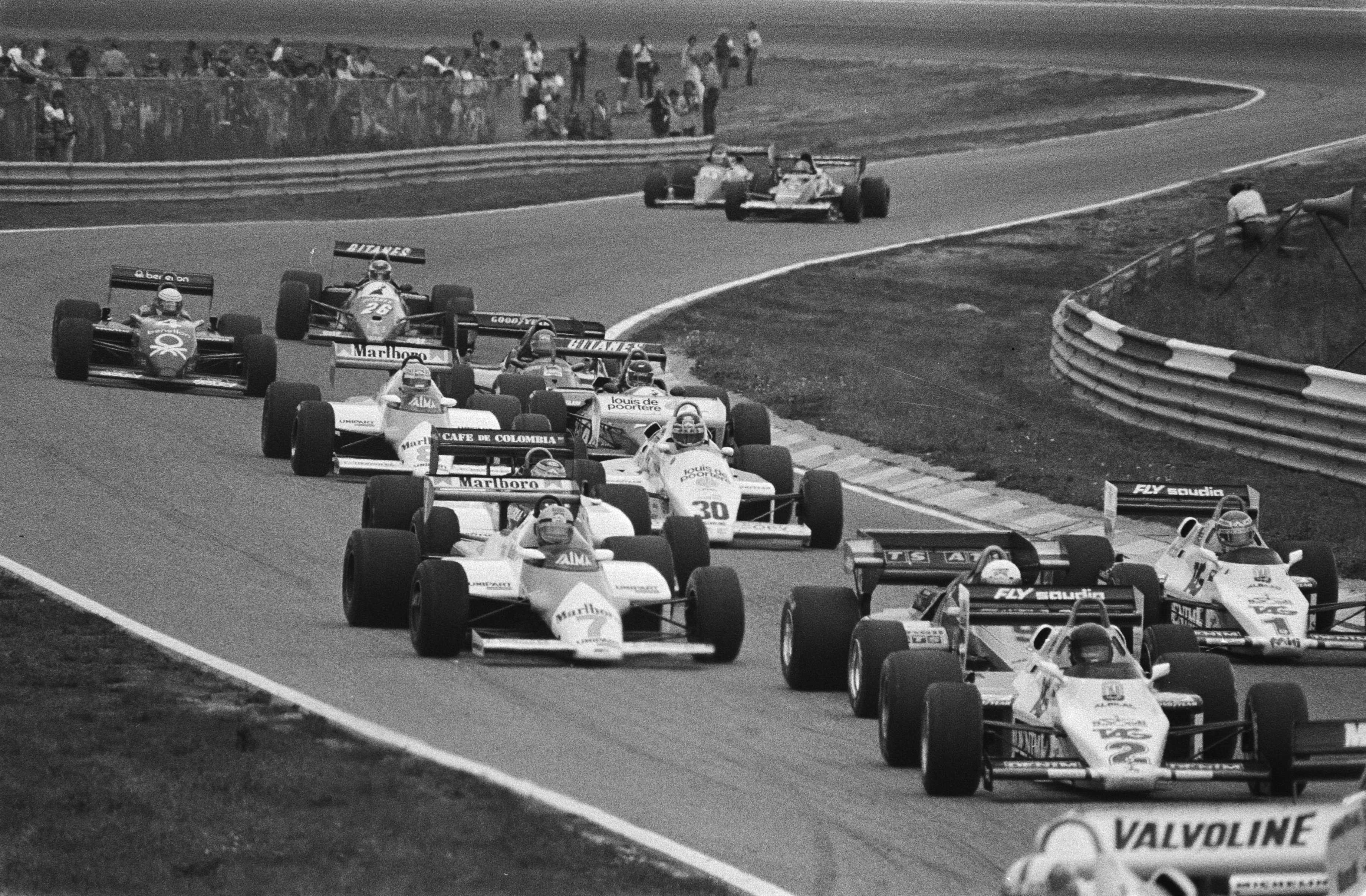
Départ du Grand Prix.

| Pos. | No | Pilote             | Écurie            | Tours | Temps/Abandon                      | Grille | Points |
| ---- | -- | ------------------ | ----------------- | ----- | ---------------------------------- | ------ | ------ |
| 1    | 28 | René Arnoux        | Ferrari           | 72    | 1 h 38 min 41 s 950 (186,107 km/h) | 10     | 9      |
| 2    | 27 | Patrick Tambay     | Ferrari           | 72    | + 20 s 839                         | 2      | 6      |
| 3    | 7  | John Watson        | McLaren-Ford      | 72    | + 43 s 741                         | 15     | 4      |
| 4    | 35 | Derek Warwick      | Toleman-Hart      | 72    | + 1 min 16 s 839                   | 7      | 3      |
| 5    | 23 | Mauro Baldi        | Alfa Romeo        | 72    | + 1 min 24 s 292                   | 12     | 2      |
| 6    | 3  | Michele Alboreto   | Tyrrell-Ford      | 71    | + 1 tour                           | 18     | 1      |
| 7    | 40 | Stefan Johansson   | Spirit-Honda      | 70    | + 2 tours                          | 16     |        |
| 8    | 29 | Marc Surer         | Arrows-Ford       | 70    | + 2 tours                          | 14     |        |
| 9    | 6  | Riccardo Patrese   | Brabham-BMW       | 70    | + 2 tours                          | 6      |        |
| 10   | 26 | Raul Boesel        | Ligier-Ford       | 70    | + 2 tours                          | 24     |        |
| 11   | 31 | Corrado Fabi       | Osella-Alfa Romeo | 68    | Moteur                             | 25     |        |
| 12   | 33 | Roberto Guerrero   | Theodore-Ford     | 68    | + 4 tours                          | 20     |        |
| 13   | 36 | Bruno Giacomelli   | Toleman-Hart      | 68    | Sortie de piste                    | 13     |        |
| 14   | 30 | Thierry Boutsen    | Arrows-Ford       | 65    | Moteur                             | 21     |        |
| Abd. | 1  | Keke Rosberg       | Williams-Ford     | 53    | Allumage                           | 23     |        |
| Dsq. | 9  | Manfred Winkelhock | ATS-BMW           | 50    | Disqualifié                        | 9      |        |
| Abd. | 5  | Nelson Piquet      | Brabham-BMW       | 41    | Collision                          | 1      |        |
| Abd. | 15 | Alain Prost        | Renault           | 41    | Collision                          | 4      |        |
| Abd. | 16 | Eddie Cheever      | Renault           | 39    | Turbo                              | 11     |        |
| Abd. | 2  | Jacques Laffite    | Williams-Ford     | 37    | Tenue de route                     | 17     |        |
| Abd. | 12 | Nigel Mansell      | Lotus-Renault     | 26    | Sortie de piste                    | 5      |        |
| Abd. | 8  | Niki Lauda         | McLaren-TAG       | 25    | Freins                             | 19     |        |
| Abd. | 4  | Danny Sullivan     | Tyrrell-Ford      | 20    | Moteur                             | 26     |        |
| Abd. | 11 | Elio De Angelis    | Lotus-Renault     | 12    | Distributeur                       | 3      |        |
| Abd. | 22 | Andrea De Cesaris  | Alfa Romeo        | 5     | Moteur                             | 8      |        |
| Abd. | 25 | Jean-Pierre Jarier | Ligier-Ford       | 3     | Suspension                         | 22     |        |
| Nq.  | 32 | Piercarlo Ghinzani | Osella-Alfa Romeo |       | Non qualifié                       |        |        |
| Nq.  | 34 | Johnny Cecotto     | Theodore-Ford     |       | Non qualifié                       |        |        |
| Nq.  | 17 | Kenny Acheson      | RAM-Ford          |       | Non qualifié                       |        |        |

## Pole position et record du tour
- Pole position : Nelson Piquet en 1 min 15 s 630 (vitesse moyenne : 202,396 km/h).
- Meilleur tour en course : René Arnoux en 1 min 19 s 863 au 33e tour (vitesse moyenne : 191,668 km/h).

## Tours en tête
- Nelson Piquet : 41 (1-41)
- René Arnoux : 31 (42-72)

## À noter
- 7e victoire pour René Arnoux.
- 88e victoire pour Ferrari en tant que constructeur.
- 88e victoire pour le moteur Ferrari.
- Manfred Winkelhock est disqualifié pour un dépassement durant le tour de formation.
- 1er Grand Prix pour le moteur TAG Porsche.